# Ninfeu (Lídia)
Ninfeu (em latim: Nymphaeum; em grego: Νυμφαῖον; romaniz.: Nymphaion) foi uma cidade da Lídia (na área da antiga Jônia), na Anatólia Ocidental, atualmente conhecida como Kemalpaşa. Foi citada pela primeira vez por Ana Comnena quando das operações militares de Eumácio Filocala contra os turcos seljúcidas em 1108. Foi um bispado desde o século XII e arcebispado a partir do século XIII. Em 1234, foi sede dum concílio, convocado por Germano II e originalmente planejado para Niceia, no qual discutiu-se a União das Igrejas (Católica e Ortodoxa).
Tornou-se a residência preferida dos imperadores da dinastia lascarina. Eles usavam-a para invernarem, sendo inclusive o local de morte de João III Vatatzes (r. 1221–1254) e o de proclamação de Teodoro II Láscaris (r. 1254–1258) e Miguel VIII Paleólogo (r. 1258–1261). Em dezembro de 1214, foi o local escolhido para a assinatura do Tratado de Ninfeu em 1214, entre o Império de Niceia de Teodoro I Láscaris (r. 1204–1221) e o Império Latino de Henrique I de Constantinopla (r. 1205–1216), pondo fim às hostilidades em curso entre os impérios. Mais tarde, em março de 1261, foi o local da assinatura de outro tratado, agora entre Miguel VIII e a República de Gênova.
Durante o século XIII, Ninfeu foi uma importante base para a defesa dos territórios bizantinos na Anatólia perante o avanço turco, inclusive sendo a residência de Andrônico II Paleólogo (r. 1261–1328) entre 1292-1294. Em 1296, a cidade tornou-se quarte-general do general bizantino Aleixo Filantropeno quando de suas investidas contra os invasores seljúcidas. Em 1315, foi conquistada pelo Beilhique de Saruhan.
A atual cidade de Kemalpaşa abriga um castelo bizantino com várias fases de construção, principalmente do século XIII, bem como um palácio bem-preservado, situado fora do centro urbano. O palácio consiste numa estrutura retangular de quatro andares, aparentemente edificada por João III Vatatzes. O primeiro andar, composto por grandes janelas e três salas, provavelmente serviu como área de recepção, enquanto os demais andares, de plano similar, eram alcançados por uma escada monumental exterior. Foi construído com pedregulhos recobertos com uma alternância regular de alvenaria e cantaria e seu telhado era de madeira.